# Штельмахер, Бернд
Бернд Штельмахер (нем. Bernd Stellmacher; 27 февраля 1944, Бад-Хомбург) — немецкий математик.

## Профессиональная жизнь
Бернд Штельмахер родился зимой 1944 года в Бад-Хомбурге, в Южном Гессене. В 1972 году в Университете Билефельда защитил докторскую диссертацию под руководством Бернда Фишера (Идентификация групп Sp(2n,2), O+(2n,2) и O-(2n,2)). В 1980-х годах он был профессором в Билефельде, а с 1990 года стал профессором Кильского университета им. Христиана Альбрехта. С марта 2009 года на пенсии.
Со своими бывшими аспирантами Ульрихом Майерфранкенфельдом, Гернотом Штротом и другими, он работал над проектами, связанными с классификацией простых конечных групп, но был вовлечен в программу упрощения доказательства второго поколения Даниэль Горенштейн уже в 1980-х годах. Он использовал геометрические методы упрощения Альберто Дельгадо амальгамы метод Дэвида Гольдшмидта.